# 岡山商科大学専門学校
岡山商科大学専門学校（おかやましょうかだいがくせんもんがっこう）は、岡山市北区にある私立専門学校。
学校法人吉備学園が運営する。
略称は「COS」（College of Okayama Shoka University）。

## 沿革
- 1997年（平成9年）4月 - 岡山商科大学専門学校開校
- 2001年（平成13年）4月 - 専門学校デジタル・メディアカレッジ岡山に校名変更
- 2008年（平成20年）4月 - 岡山商科大学専門学校に校名変更

（「学園の状況」より）

## 概要

### 学科
- トラベル・観光学科
- まんが・ネットショップ学科
- 事務職養成学科
- キャリアアップ学科
- 国際総合ビジネス学科（留学生）
- キャリア専攻学科（留学生）

## 目指す職業

### トラベル・観光学科
- ツアープランナー
- カウンターセールス
- 観光局スタッフ
- 観光業界スタッフ
- ツアーコンダクター　　など

### まんが・ネットショップ学科
- ECショップ運営
- ECショップスタッフ
- ネットビジネスプランナー
- 漫画アシスタント
- WEBクリエイター　　など

### 事務職養成学科
- 会計事務所
- 金融関係
- 商社・メーカーなどの事務、経理、会計、庶務、総務
- 経営コンサルタント　　など

### キャリアアップ学科
- 旅行業界
- ネットショップ業界
- 商工、小売業界　　など

## 学生支援・サポート

### 就職支援
- 就職実務
- ビジネス研究
- 三者面談
- テーブルマナー
- 就職対策
- 企業説明会

### 資格取得支援
- 国内旅行業務取扱管理者
- 総合旅行業務取扱管理者
- 実用英語技能検定
- TOEIC
- Word®文書処理技能認定試験
- Excel®表計算処理技能認定試験
- PowerPoint®プレゼンテーション技能認定試験
- Access®ビジネスデータベース技能認定試験
- 世界遺産検定
- 晴れの国おかやま検定
- ホテル実務技能認定試験
- Webクリエイター能力認定試験
- ホームページ制作能力認定試験
- Photoshop®クリエイター能力認定試験
- Illustrator®クリエイター能力認定試験
- 日商簿記検定2・3級
- リテールマーケティング（販売士）
- ファイナンシャル・プランニング技能士
- 秘書技能検定
- 日本語能力試験(JLPT)　　など

### 国際留学生サポート
- 授業料の免除
- 奨学金の支給
- 学内奨学金
- 学外奨学金 - (独)日本学生支援機構｢私費外国人留学生学習奨励費｣
- 資格取得の奨励

## 姉妹校
- 岡山商科大学
- 岡山商科大学附属高等学校

## 所在地
- 〒700-0016　岡山市北区伊島町3-738-1
- 国道53号岡山中央病院前交差点からすぐ